# مانی لقمانی
محمد(مانی) لقمانی هنرمند نقاش ، شاعر ، نویسنده و نوازنده پیانو که در یازدهم فرودین ماه سال چهل و نه در محله ابوذر تهران چشم به جهان گشود . تحصیلات متوسطه اش را در رشته برق هنرستان مطهری محله سراج به پایان برد و سپس برای ادامه تحصیل در همان رشته راهی کرمانشاه شد . 
با اینکه در ابتدا رشته ی تحصیلی اش متفاوت از علاقه ی شخصی و بیش از حد وی به هنر بود با این حال از همان دوران نوجوانی شروع به یادگیری هنر کرد اما استادان در برابرش چیزی برای گفتن نداشتند و او هر آنچه را آموخت صرفا به دلیل علاقه و پشتکارش بود تا جاییکه تحصیلات عالیه اش را در رشته هنر ادامه داد . 

## تحصیلات
- کاردانی مهندسی برق قدرت (کرمانشاه)
- کارشناسی نقاشی دانشگاه علم و فرهنگ 
- کارشناسی ارشد نقاشی دانشگاه آزاد هنرمعماری یزد
- بورسیه رشته دکترای نقاشی در دانشگاه مسکو

## فعالیت ها
فعالیت های حرفه ای این هنرمند آنچنان پربار است که زبان و حافظه یارای یادآوری همه آنچه وی در طی سی سال زندگی هنری اش انجام داد نیستند . 
- سی سال تجربه ی گرافیک و دیزاین 
- دوازده نمایشگاه نقاشی انفرادی 
- بیست و پنج نمایشگاه نقاشی گروهی
- تحقیق و پژوهش عملی در سبک های نقاشی مدرن از رئالیسم تا هایپررئالیسم و تهیه کتاب در این زمینه (در دست چاپ ) 
- برگزاری پنج نمایشگاه پژوهشی ازاین آثار با چهارصد اثر
- پژوهش و دستیابی به روش طراحی درسبک های هنرمدرن برای اولین بار در تاریخ هنر (نهایی شده و در دست چاپ جهت کتاب آموزشی (طراحی مدرسه سه هزار اثر)
- تهیه ، ساخت و تدریس CD آموزش نی نوازی به صورت مولتی مدیا درسال هشتاد و چهار
- برگزاری بیش از یکصد کنسرت موسیقی به نفع کودکان کار و ایتام و سه رسیتال پیانو ایرانی 
- پژوهش در موسیقی ایرانی و چند صدایی و هارمونی در موسیقی ایران
- کتاب خلاصه ی ردیف موسیقی ایران (ردیف موسیقی مدرن ایران) در دست تالیف 
- نوازنده ی حرفه ای پیانو و مدرس موسیقی 
- آهنگ ساز تئاتر حرفه ای در سالهای ۱۳۷۳ تا ۱۳۷۷
- نویسنده و آهنگ ساز سریال قصه خاطره ها شبکه دو سال ۱۳۸۰
- فعالیت حرفه ای روزنامه نگاری هنری ( روزنامه بین المللی خبر) و چاپ بیش از هشت مقاله و دهها مصاحبه در زمینه ی موسیقی و نقاشی درهمان روزنامه درسال ۱۳۷۶ 
- تدریس نقاشی در آموزش و پرورش به مدت هفده سال جهت کسب تجربه درتدریس نقاشی به دانش آموزان و نوجوانان و برگزاری نمایشگاه نقاشی مدرن از آثار آنان به مناسبت هفته میراث فرهنگی در کاخ نیاوران  ۱۳۹۵
- ساخت فیلم نیمه بلند طعم خاکستر 
- فیلم مستند سیاهی باقی است خانه نیست
- مستند مستاجر مقبره 
- مستند Death Art
- مستند ساز ساز و چند فیلم کوتاه
- نویسنده ی ده فیلم نامه ی سینمایی ازجمله سکوت، عقربه های ساعت، مهلت، پنجره های منتظر، طعم خاکستر، پشت هیچستان، دوبرادر(برداشت ازغلامحسین ساعدی )، سایه های یک شمشاد (براساس داستان خسرو حمزوی)
- مستند داستانی معلم 
- مستند داستانی جانبازان
- مجموعه داستان آماده چاپ 
- دوکتاب مجموعه شعر آماده چاپ
- مقاله ی چند صدایی در موسیقی ایران برای پیانو آماده چاپ
- تدریس در آکادمی تئاتر آناهیتا (سلفژ و لحن در نمایش) تدریس در مدرسه آزاد بازیگری هنرمند گرامی آقای امین تارخ
- پایان نامه ی کارشناسی نقاشی ( رساله آسیب شناسی آموزش نقاشی درایران به همراه فیلم مستند)
- پایان نامه کارشناسی ارشد نقاشی ( ساختار شناسی نقاشی مدرن در دو جلد)
محمد (مانی) لقمانی در سال‌های فعالیتش تکنیک‌ها و فضاهای متفاوتی را تجربه کرد. پرکاری مانی در زمینه نقاشی و مشارکتش در نمایشگاه های فردی و گروهی و امور خیریه او همیشه نقل محافل مختلف هنری بود و هست .
او ابتدا تکنیک آبرنگ را به عنوان تکنیک اصلی خود برگزیده بود.تکنیکی که به واسطه نوع آثار همواره در خلق تصاویری به کار می‌رود که ناخواسته حامل حس و معنایی همراه با طراوت‌اند.او با برخوردی واقع‌گرایانه با پدیده‌ها، به‌خصوص پدیده‌های شهری و ساختمان‌ها، این حس را در محیط شهری جستجو می‌کرد.یکی از نمایشگاه‌های موفق او در این زمینه نمایشگاه «شهر در آب و رنگ» بود که در سال ۸۸ در گالری ساعتچی که آن زمان یکی از گالری های معتبر کشور بود، به نمایش در آمد.

او تکنیکی را که با روحیات خودش عجین بود، انتخاب کرده بود.آبرنگ و طراوتی که در محصول پایانی اثر جلوه می کرد، بیش از هر چیز نمایانگر روحیات خود مانی لقمانی بود.او این مسیر را پی گرفت و شاید اوج پختگی کار او در نمایشگاه «مادرم، ایران» در برج آزادی شکل گرفت. مانی لقمانی به نظر، دیگر از سبک خاصی پیروی نمی‌کرد و انگار در شیوه ای کاملاً شخصی و خلاقانه، ذهنیت و ضمیر ناخودآگاه پرورده شده خود را بر روی بوم می ریخت و به همین دلیل فضای آثارش از یک شکل کاملاً رئالیستی به سمت‌وسوی هنر انتزاعی کشیده شد. او برای این تغییر از آبرنگ به نقش برجسته و میکس مدیا رسیده بود . 
ناگفته نماند ساز اصلی او پیانو بود اما به مانند هر هنرمندی دستی بر آتش بر سایر سازها نیز داشت .صدای سازش آنگونه بود که وقتی مینواخت حتی پرندگان هم سکوت می کردند برای شنیدن آنچه را که او مینواخت .
لقمانی اگرچه اهل قیل و قال‌های معمول نبود اما هنرمند پرکاری محسوب می‌شد. او در چند سال گذشته گروه هنری "نبش کاخ" را برای حمایت هنرمندان جوان و مستعد پایه‌گذاری کرد. گروهی که در طول دو سال فعالیت، با حمایت تعدادی از هنرمندان پیشکسوت توانست بیش از ۱۵ نمایشگاه برگزار کند.

## مرگ
پایان یک زندگی پربار در سحر گاه روز چهارشنبه سی و یکم خرداد ماه۱۳۹۶ رقم خورد . 
این هنرمند در قطعه هنرمندان بهشت زهرای تهران در ردیف ۱۴۰ ، شماره ۴۰ در کنار دیگر بلندآوازگان هنر ایران آرمیده است.
..